# Richard Spiegelburg
Richard Spiegelburg (Georgsmarienhütte, 1977. augusztus 12. – ) német
- atléta
- rúdugró

.
186 cm magas, súlya 76 kg. Legjobb teljesítménye 585 cm. Edzője Jörn Elberding. A TSV Bayer 04 Leverkusen tagja. Testvére Silke Spiegelburg szintén rúdugró.

## Fordítás
- Ez a szócikk részben vagy egészben  a   Richard Spiegelburg című német Wikipédia-szócikk fordításán alapul.  Az eredeti cikk szerkesztőit annak laptörténete sorolja fel. Ez a jelzés csupán a megfogalmazás eredetét és a szerzői jogokat jelzi, nem szolgál a cikkben szereplő információk forrásmegjelöléseként.